# Марксистский интернет-архив
Маркси́стский интерне́т-архи́в (МИА; (англ. Marxists Internet Archive, сокр. MIA) — некоммерческий веб-сайт, представляющий собой библиотеку (основана в 1990 году) работ марксистских, коммунистических, социалистических и анархистских авторов, таких как К. Маркс, Ф. Энгельс, В. И. Ленин, Л. Д. Троцкий, Р. Люксембург, Д. Лукач, Че Гевара, М. А. Бакунин, П. Ж. Прудон, а также близких к ним деятелей или мыслителей, повлиявших на общественную и философскую мысль в целом (например, Сунь-цзы и Адам Смит). Всё собрание работ составлено добровольцами и основывается на коллекции документов, распространявшейся посредством электронной почты или групп новостей, а затем разместившийся в 1993 году на гофер-сайте. Архив охватывает более 53 000 документов 592 авторов и доступен на 45 языках.

## История
Сайт был создан в 1990 году пользователем Интернета под ником Zodiac, который начал собирать марксистские тексты путём перевода их в электронный вид, первым из которых стал Манифест коммунистической партии. В 1993 году подготовленные материалы были перенесены на gopher-сайт csf.colorado.edu. Добровольцы помогли всё разместить, а также сделать зеркала сайта. Но в 1995 году все размещённые на хостинге Колорадского университета в Боулдере сайты были закрыты.
В 1996 году сайт был возрождён как Marx.org. Это сопровождалось повышением участия добровольцев. Однако не обошлось без конфликта между ними и Zodiac, который сохранил за собой контроль за проектом и доменным именем. Поскольку сферы архива расширились, он опасался, что открытость к различным течениям внутри марксизма является очень «скользкой дорожкой», ведущей к сектантству. В свою очередь добровольцы возмущались тем, что не имели возможности влиять на развитие архива, как и самим его состоянием. В начале 1998 года Zodiac решил, что Marx.org должен вернуться к своим корням, а значит, все марксисты, кроме самого Маркса и Энгельса, должны быть безвозвратно удалены. В свою очередь, добровольцы в июле того же года создали marxists.org, перенеся туда все материалы с Marx.org. Это способствовало ещё большему притоку новых добровольцев и расширению архива. Что касается Marx.org, то Zodiac закрыл его в 1999 году, а в 2002 году продал доменное имя Марксистскому интернет-архиву. Наряду с marx.org and marxists.org, Марксистский интернет-архив получил правообладание на доменные имена lenin.org и trotsky.org.
Сам сайт и сообщество добровольцев, работающая над ним, за прошедшие годы претерпели существенные изменения. К 2014 году число участников проекта выросло до 62 человек из 33 стран, число единиц хранения достигло 50 тыс. на 45 языках, а число размещённых авторов составило более 600. Сегодня Марксистский интернет-архив охватывает как марксистских, так и немарксистских авторов. МИА включён в каталог WorldCat, а также хранится в Британской библиотеке и Ирландском национальном университете в Корке.

### Атаки 2007 года
Как сайт, имеющий политическое содержание, МИА неоднократно подвергался хакерским атакам. Первая DoS-атака была совершена в ноябре 2006 года. В январе 2007 года новая хакерская атака повредила большую часть архива, как и процессоры, из-за чего не работал сам архив и большая часть его зеркал в феврале-марте 2007 года. Поскольку большинство DoS-атак на МИА исходило из Китая, то это породило предположения, что причиной послужила политическая подоплёка злоумышленников.

### Вопрос с авторскими правами на Marx/Engels Collected Works
В конце апреля 2014 года небольшое британское издательство Lawrence and Wishart приняло решение отозвать своё разрешение на размещение англоязычного издания Marx/Engels Collected Works в МИА. В своём электронном письме издательство попросило удалить все указанные материалы под угрозой подачи судебного иска. МИА попытался дать свой ответ на требование издательства: онлайн-петиция против притязаний Lawrence & Wishart в конце месяца собрала 4500 подписей. Журнал Vice привёл следующие слова автора петиции — пакистанского кинопроизводителя и левого активиста Аммара Азиза: «Вы не можете приватизировать их труды — они являются коллективной собственностью людей, для которых всё это было написано. Приватизация наследия Маркса и Энгельса это как поставить товарный знак на слова „социализм“ и „коммунизм“».
Представитель МИА Энди Блунден не оспаривал, что Lawrence & Wishart обладает авторским правом на указанные материалы. Вашингтонское издание The Chronicle of Higher Education приводит его следующие слова: «Профессора и историки при написании исследовательских статей узнают то, о чём писал Маркс, но люди в целом вернутся в 1975 год», то есть когда только началось издание собрания сочинений.
В свою очередь, издательство Lawrence & Wishart выразило своё несогласие с «кампанией по сетевому злоупотреблению».

## Внутреннее устройство

### Руководство
МИА управляется руководящим комитетом. Комитет решает вопросы с категоризацией авторов, внесением изменений в устав, а также с финансированием. Администраторами являются добровольцы, работающие на безвозмездной основе.
МИА располагается в США в штате Калифорния и зарегистрирован как некоммерческая организация.
Согласно уставу МИА все размещённые им материалы являются полностью в общественном достоянии или GNU FDL, либо размещены по соглашению с правообладателем. Все работы выполненные для МИА его добровольцами размещены под лицензией Creative Commons Attribute, Share-Alike 2.0 license.

### Местоположение серверов и зеркала
Преимущественно серверы МИА и одно зеркало (marxists.catbull.com) находятся в Германии, Австралии (marxists.anu.edu.au) и Индии (marxists.architexturez.net).

### Распространение материалов
Три тома архива с материалами сайта были проданы на трёх CD/DVD, а также ежегодно материалы бесплатно распространяются для отдельных лиц или коллективов в бедных и слаборазвитых странах. Поскольку объём материалов достиг 120 гигабайт, то его стали записывать на переносные жёсткие диски. В то же время выпуск DVD прекратился. В марте 2014 года общий объём данных МИА составил 138 гигабайт.
Эти меры были предназначены не только для обеспечения лёгкого доступа к материалу в архиве, но и как способ обеспечения непрерывности деятельности самого архива, поскольку, как отмечало само руководство МИА: «Если Архив будет закрыт издательским конгломератом или правительством, то наличие этой информации, разбросанной по всему миру, по сути, находящейся неизвестно где именно в полной сохранности, это здорово».

### Издательство
Наряду с распространением своих материалов на электронных носителях, в 2008 году МИА создал собственное издательство, выпустившее, как в ноябре 2010 года, 7 наименований книг по философии, социальной истории, советской психологии и педагогике, которые распространяются через Erythrós Press.

## Устройство архива
Большинство материалов МИА размещено в формате HTML и PDF, особенно подлинные и прижизненные издания работ. Разметка и стиль архива могут различаться от одного раздела в другой, в зависимости от добровольцев, которые там работают, но все построены по общей схеме.
В МИА имеются разделы посвящённые каким-то отдельным темам, как, например, истории СССР или Парижской коммуны. Кроме того есть особый раздел под названием «Энциклопедия марксизма», содержащая определения марксистским понятий и терминов, краткие биографические сведения и исторические материалы.
Кроме тематического разделения в МИА имеет место разделение по языковому признаку. По состоянию на 1 мая 2014 года в МИА имелся 61 языковой раздел. Хотя каждый раздел строится по образцу англоязычного, тем не менее у каждого имеется своя особенность по ширине охвата и по содержанию. В некоторых из них в наличии имеются лишь работы Маркса и Энгельса, в то время как, например, китайский раздел содержит полные собрания сочинений Маркса, Энгельса и Ленина.